# Davide Astori
Davide Astori (San Giovanni Bianco, 1987. január 7. – Udine, 2018. március 4.) olasz labdarúgó.
Astori pályafutását az AC Milanban kezdte, majd kölcsönben a Pizzighettonéhez és a Cremoneséhez került. 2008-ban a Cagliari előbb közös tulajdonba vette, majd 2011-ben végleg leigazolta a Milantól, ahol sosem léphetett pályára az első csapatban. 2014-ben kölcsönben az AS Roma játékosa lett, majd játszott a Fiorentinában is, ahol csapatkapitánynak is megválasztották.
A válogatottban 2011-ben mutatkozott be, ott volt a 2013-as konföderációs kupa olasz keretében, a megnyert bronzmeccsen gólt lőtt. Összesen tizennégy alkalommal lépett pályára a nemzeti csapatban.
2018. március 4-én az Udinese elleni bajnokit megelőzően hotelszobájában hirtelen szívinfarktus következtében hunyt el.

## Pályafutása
Davide Astori San Giovanni Biancóban született és nevelkedett, majd 2001-ben csatlakozott a AC Milan csapatához. Öt évet töltött a klub utánpótlás akadémiáján, miközben kölcsönben megfordult a Pizzighettone és a Cremonese csapatában is.

### Cagliari
A 2008-09-es szezon kezdetén az Astori a Cagliarihoz igazolt. A szardíniai klub egymillió eurót fizetett érte, miközben játékjogának egy része a Milan tulajdonában maradt. 2008. szeptember 14-én bemutatkozott új csapatában és a Seria A-ban, amikor a Siena elleni bajnokin a második félidőben csereként pályára lépett.
2009 júniusában a klub megújította szerződését, újabb egy évre szerződtetve Astorit. 2010. január 31-én a Fiorentina ellen szerezte meg első gólját, a bajnoki találkozó 2-2-es döntetlennel ért véget. 2010. február 28-án ő szerezte csapata gólját a Chievo elleni 2-1-es vereség alkalmával. 2010. április 3-án öngólt vétett volt klubja, az AC Milan elleni bajnokin, a Cagliari pedig 3-2-es vereséget szenvedett. Második szezonja közben arról lehetett olvasni, hogy a Milan szívesen visszavásárolná a játékjogát, és Astori is úgy nyilatkozott, hogy szívesen játszana a lombardiai klubban.
2010 júniusában újabb egy évre elkötelezte magát a Chievóhoz. 2011. június 22-én a klub megvásárolta a játékjogának fennmaradó 50%-át, összesen három és félmillió euróért. 2011. október 23-án súlyos sérülést szenvedett, ezt követően pedig három hónapos kihagyás várt rá.
2012. július 9-én az orosz Szpartak Moszkva tizenötmilliós átigazolási díjat fizetett volna érte, de Astori visszautasította az ajánlatot, mondván, továbbra is a Cagliariban szeretne játszani.

### AS Roma
2014. július 24-én a Cagliari bejelentette, hogy egy évre kölcsönadta Astorit az AS Roma csapatának. Astori egy nappal a transzfert megelőzően írta alá új szerződését a klubbal. A rómaiak az egyezség szerint a szezon végén ötmillió euróért végleg megvásárolhatták volna a Cagliari hátvédjét.

### Fiorentina
2015. augusztus 4-én az Astori a szezon végéig kölcsönbe a Fiorentinához került, amely vásárlási opciót is szerzett a védőre. Augusztus 23-án debütált új csapatában a Milan elleni bajnokin, ahol Facundo Roncaglia helyére állt be az 59. percben. A szezon végén a Fiorentina megvásárolta Astori játékjogát a Chievótól ötmillió euróért. 2016. október 26-án szerezte első gólját a csapatban a Crotone elleni bajnokin. A 2017-2018-as szezont megelőzően, Gonzalo Javier Rodríguez eligazolása után ő lett a csapatkapitány. Összesen kilencvenegy bajnokit játszott a Fiorentinában, ezalatt három gólt ért el.

### A válogatottban
Az akkori szövetségi kapitány, Cesare Prandelli először 2010. augusztus 10-én hívta meg az olasz válogatott keretébe. 2011. március 29-én mutatkozott be a nemzeti csapatban, az Ukrajna elleni barátságos mérkőzésen. Részt vett a 2013-as konföderációs kupán, ahol az olasz csapat a bronzérmet szerezte meg.

## Halála
2018. március 4-én az Udinese Calcio elleni bajnokit megelőzően hotelszobájában, álmában érte a halál, amit az első híradások szerint hirtelen szívmegállás okozott. A mérkőzést nem sokkal megelőzően a Fiorentina hivatalos honlapján jelentette be csapatkapitánya halálát. Az ügyészségi vizsgálat szerint Astori március 3-án éjjel kapott szívinfarktust, ez vezetett a halálához. A boncolás szerint Astori szíve lelassult, majd megállt.
Megemlékezések
A március 4-ére kiírt összes Serie A és Serie B bajnoki mérkőzést elhalasztották. A Fiorentina és a Cagliari visszavonultatta a 13-as mezszámot. A március 6. és 8. közötti BL és EL mérkőzések előtt gyászszünetet tartottak.
Temetése
Temetése március 8-án volt a firenzei Santa Croce templomban. Búcsúztatásán részt vett Giuseppe Rossi, Francesco Totti, Giorgio Chiellini, Gianluigi Buffon és Massimiliano Allegri is.

## Statisztika

### Klub
| Klub                      | Szezon         | Bajnokság     | Bajnokság | Országos kupa | Országos kupa | Nemzetközi kupa | Nemzetközi kupa | Egyéb         | Egyéb | Összesen      | Összesen |
| Klub                      | Szezon         | Pályára lépés | Gól       | Pályára lépés | Gól           | Pályára lépés   | Gól             | Pályára lépés | Gól   | Pályára lépés | Gól      |
| ------------------------- | -------------- | ------------- | --------- | ------------- | ------------- | --------------- | --------------- | ------------- | ----- | ------------- | -------- |
| Pergolettese (kölcsönben) | 2006–07        | 25            | 1         | 0             | 0             | —               | —               | 2             | 0     | 27            | 1        |
| Cremonese (kölcsönben)    | 2007–08        | 31            | 0         | 0             | 0             | —               | —               | 2             | 0     | 33            | 0        |
| Cagliari                  | 2008–09        | 10            | 0         | 0             | 0             | —               | —               | —             | —     | 10            | 0        |
| Cagliari                  | 2009–10        | 34            | 2         | 1             | 0             | —               | —               | —             | —     | 35            | 2        |
| Cagliari                  | 2010–11        | 36            | 0         | 0             | 0             | —               | —               | —             | —     | 36            | 0        |
| Cagliari                  | 2011–12        | 28            | 1         | 1             | 0             | —               | —               | —             | —     | 29            | 1        |
| Cagliari                  | 2012–13        | 32            | 0         | 1             | 0             | —               | —               | —             | —     | 33            | 0        |
| Cagliari                  | 2013–14        | 34            | 0         | 1             | 0             | —               | —               | —             | —     | 35            | 0        |
| Cagliari                  | Összesen       | 174           | 3         | 4             | 0             | —               | —               | —             | —     | 178           | 3        |
| AS Roma (kölcsönben)      | 2014–15        | 24            | 1         | 2             | 0             | 4               | 0               | —             | —     | 30            | 1        |
| Fiorentina (kölcsönben)   | 2015–16        | 33            | 0         | 1             | 0             | 8               | 0               | —             | —     | 42            | 0        |
| Fiorentina                | 2016–17        | 33            | 2         | 1             | 0             | 6               | 0               | —             | —     | 40            | 2        |
| Fiorentina                | 2017–18        | 25            | 1         | 2             | 0             | —               | —               | —             | —     | 27            | 1        |
| Fiorentina                | Összesen       | 91            | 3         | 4             | 0             | 14              | 0               | —             | —     | 109           | 3        |
| Karrier összes            | Karrier összes | 345           | 8         | 10            | 0             | 18              | 0               | 4             | 0     | 377           | 8        |

### A válogatottban
| Olaszország | Olaszország   | Olaszország |
| Év          | Pályára lépés | Gól         |
| ----------- | ------------- | ----------- |
| 2011        | 1             | 0           |
| 2012        | 1             | 0           |
| 2013        | 5             | 1           |
| 2014        | 2             | 0           |
| 2015        | 1             | 0           |
| 2016        | 3             | 0           |
| 2017        | 1             | 0           |
| Összesen    | 14            | 1           |

### Válogatott góljai
| #  | Dátum            | Helyszín                             | Ellenfél | Eredmény a gólt követően | Végeredmény  | Versenykiírás              |
| -- | ---------------- | ------------------------------------ | -------- | ------------------------ | ------------ | -------------------------- |
| 1. | 2013. június 30. | Arena Fonte Nova, Salvador, Brazília | Uruguay  | 1–0                      | 2–2 (3–2 b.) | 2013-as konföderációs kupa |